# Abdulmajidia zainudiniana
Abdulmajidia zainudiniana là một loài thực vật có hoa trong họ Lecythidaceae. Loài này được El-Sherif & Latiff mô tả khoa học đầu tiên năm 2006.